# دهاری (گجرات)
دهاری (به انگلیسی: Dhari) یک منطقهٔ مسکونی در هند است که در Dhari Taluka واقع شده‌است. دهاری ۳۰٬۳۵۲ نفر جمعیت دارد.